# Richard Young (attore)
Richard Young (Kissimmee, 17 dicembre 1955) è un attore, regista e fotografo statunitense.
Attivo dall'inizio degli anni '70, ha acquisito importanza come protagonista nella sequenza di apertura del film Indiana Jones e l'ultima crociata (1989). Altre apparizioni in film includono I pirati dello spazio (1984), Venerdì 13: il terrore continua (1985) e Un uomo innocente (1989).

## Carriera
Nato a Kissimmee, in Florida, nel 1955, Young è cresciuto in un ambiente conservatore su basi militari, ma era sempre alla ricerca della prossima grande avventura. A dodici anni, suo padre gli comprò una fotocamera Leica e gli insegnò le basi dell'illuminazione che lo aiutarono a diventare il fotografo principale per il giornale del suo liceo. All'età di 18 anni, ha lavorato come scaricatore di porto in Alaska prima di frequentare l'Università di Washington per un programma di pre-odontoiatria per due anni. Durante l'Università ha lavorato come fotografo free-lance per soldi extra fino a quando ha lasciato la pre-odontoiatria per andare in California per provare a farlo come cameraman.
All'inizio degli anni '70, Young trovò lavoro con la New World Pictures come troupe per Roger Corman, tuttavia, la mancata comparsa di un attore portò Young a recitare in Night Call Nurses. Durante la recitazione, ha ricevuto offerte come guest star in televisione in prima serata e si è unito al gruppo teatrale Beverly Hills Playhouse. Young ha trovato una varietà di lavori sia cinematografici che televisivi, tra cui apparizioni in Kung Fu, Flamingo Road, Supercar e un episodio di Cin cin. Nel 1979, Young e John Chesko, insieme a Brenda Venus, filmarono il romanziere americano Henry Miller, risultando nel film Cena con Henry Miller. Un breve taglio di trenta minuti è stato rilasciato da Brenda Venus nel 1984, tuttavia, esistono più di 2 ore di filmati che sono di proprietà e sono prodotti da Young che deve ancora rilasciare ufficialmente il film finito, una delle apparizioni cinematografiche finali di Miller.
Dalla metà alla fine degli anni '80, Young si era affermato sia come attore principale in televisione che nel cinema, apparendo in Final Mission (1984). È stato quando Young ha incontrato Steven Spielberg sul set di Storie incredibili durante le riprese di "Alamo Jobe" che il seme di Young che interpreta l'ispirazione per Indiana Jones si è formato nella mente di Spielberg. Nel 1989, è stato scelto come Garth (Fedora) in Indiana Jones e l'ultima crociata, che lo ha elevato al riconoscimento mondiale. Tuttavia, nonostante apparisse in ruoli da protagonista, nel 1995 rimase deluso dall'industria e se ne andò per proseguire la sua carriera di fotografo.

### Guerra in Bosnia
A metà degli anni '90, Young è stato assunto come cameraman per un documentario su una giovane donna che era arrivata dalla guerra in Bosnia per fare una nuova vita negli Stati Uniti. Durante le riprese, la troupe ha scoperto che la famiglia era scomparsa in Croazia, quindi Young, la troupe e la giovane donna sono andate nella zona di guerra per trovare i membri sopravvissuti della sua famiglia. Young è rimasto in Croazia dopo che le riprese sono state completate. La guerra ha avuto un profondo effetto su di lui e, dopo il suo ritorno negli Stati Uniti, ha scelto di seguire il suo amore per la fotografia e sta lavorando per dettagliare la sua esperienza croata in una sceneggiatura o in un libro.

## Vita privata
A partire dal 2018, Young risiede nel Pacifico nord-occidentale a Seattle, Washington ed è il proprietario di Silverwing Images, dove crea fotografie artistiche.

## Filmografia parziale

### Cinema
- I pirati dello spazio (The Ice Pirates), regia di Stewart Raffill (1984)
- Venerdì 13: il terrore continua (Friday the 13th Part V: A New Beginning), regia di Danny Steinmann (1985)
- Indiana Jones e l'ultima crociata (Indiana Jones and the Last Crusade), regia di Steven Spielberg (1989)
- Lords of the Deep, regia di Mary Ann Fisher (1989)
- Un uomo innocente (An Innocent Man), regia di Peter Yates (1989)

### Televisione
- Kung Fu – serie TV, un episodio (1973)
- Flamingo Road – serie TV, 5 episodi (1981)
- Supercar (Knight Rider) – serie TV, un episodio (1983)
- Storie incredibili (Amazing Stories) – serie TV, un episodio (1985)
- Cin cin (Cheers) – serie TV, un episodio (1985)
- La signora in giallo (Murder, She Wrote) – serie TV, un episodio (1994)

## Doppiatori italiani
Nelle versioni in italiano delle opere in cui ha recitato, Richard Young è stato doppiato da:
- Luca Ward in Venerdì 13: il terrore continua
- Marco Mete in Indiana Jones e l'ultima crociata
- Massimo Rinaldi in Un uomo innocente
- Maurizio Romano in La signora in giallo